# 克氏鿕
克氏鿕（学名：Danio kerri，又稱克氏斑馬魚），为輻鰭魚綱鯉形目鲤科的其中一種。

## 分布
本魚分布於馬來半島的溪流。

## 特徵
本魚體長可達5至6.5公分。在正常情形下，體色為灰藍色中帶彩虹色，色彩可變化，在側照光線下，尤其在產卵期，會變成淡草綠色。兩條細長的金色條紋，從中間黑色而眼線為金色的眼睛，向後延伸至尾柄末端。鰭通常是半透明的，呈綠色，但有些鰭帶有淺黃色。此外，雌魚體側較高，色彩較淡。

## 習性
本魚棲息在淡水的溪流中，性情溫和，喜歡群游，屬雜食性。

## 經濟利用
可做為高經濟價值的觀賞性魚類。

## 扩展阅读
維基物種上的相關：克氏鿕